# جایزه جهانی علمی آلبرت انیشتین
 جایزه جهانی علم آلبرت اینشتین جایزه سالانه شورای جهانی فرهنگ  است که به عنوان وسیله تشخیص و تشویق برای تحقیق و توسعه علمی و تکنولوژی شناخته می شود. این جایزه  توجه ویژه ای به تحقیقاتی که منافع و سلامت بشر را به ارمغان آورده‌اند دارد.  این جایزه به نام آلبرت انیشتین، فیزیکدان و نظریه‌پرداز (۱۸۷۹–۱۹۵۵)شناخته می‌شود؛ جایزه شامل یک دیپلم، یک مدال افتخار و ۱۰٬۰۰۰ دلار می باشد.
دریافت کننده جایزه توسط کمیته بین رشته‌ای، که متشکل از دانشمندان مشهور جهان از جمله ۲۵ برنده جایزه نوبل است مورد ارزیابی و انتخاب قرار می‌گیرد.

## دریافت کنندگان جوایز
| سال  | دریافت کننده                    | موسسه دریافت کننده                                           | زمینه تحقیقاتی          | میزبان مراسم                                      | سایت مراسم                                                                 | کشور میزبان مراسم   | تاریخ مراسم     | Ref.                               |
| ---- | ------------------------------- | ------------------------------------------------------------ | ----------------------- | ------------------------------------------------- | -------------------------------------------------------------------------- | ------------------- | --------------- | ---------------------------------- |
| ۲۰۱۸ | ژان پی‌یر شانژو                  | انستیتو پاستور                                               | علوم اعصاب              | City University of Hong Kong                      | City University of Hong Kong                                               | چین                 | ۸ نوامبر ۲۰۱۸   | [ ۳ ] [ ۴ ] [ ۵ ] [ ۶ ]            |
| ۲۰۱۷ | Omar M. Yaghi                   | دانشگاه کالیفرنیا، برکلی                                     | شیمی                    | دانشگاه لیدن                                      | Pieterskerk, لیدن، هلند                                                    | هلند                | ۸ نوامبر ۲۰۱۷   | [ ۷ ] [ ۸ ]                        |
| ۲۰۱۶ | ادوارد ویتن                     | دانشگاه پرینستون                                             | فیزیک. ریاضی            | Riga Technical University                         | National Library of Latvia, ریگا، لتونی                                    | لتونی               | ۱۴ اکتبر ۲۰۱۶   | [ ۹ ] [ ۱۰ ]                       |
| ۲۰۱۵ | Ewine van Dishoeck              | دانشگاه لیدن                                                 | اختر فیزیک              | دانشگاه داندی                                     | Caird Hall, داندی، اسکاتلند                                                | بریتانیا            | ۱۹ نوامبر ۲۰۱۵  | [ ۱۱ ] [ ۱۲ ] [ ۱۳ ]               |
| ۲۰۱۴ | فیلیپ کوهن                      | دانشگاه داندی                                                | آنزیم                   | دانشگاه آلتو                                      | Otakaari 1 Building, دانشگاه آلتو، اسپو                                    | فنلاند              | ۱۷ نوامبر ۲۰۱۴  | [ ۱۴ ] [ ۱۵ ]                      |
| ۲۰۱۳ | پائول نرس                       | دانشگاه راکفلر                                               | ژنتیک                   | دانشگاه صنعتی نانیانگ                             | Nanyang Auditorium, دانشگاه صنعتی نانیانگ، سنگاپور                         | سنگاپور             | ۲ اکتبر ۲۰۱۳    | [ ۱۶ ] [ ۱۷ ] [ ۱۸ ] [ ۱۹ ]        |
| ۲۰۱۲ | میشاییل گرتسل                   | مؤسسه پلی‌تکنیک فدرال لوزان                                   | انرژی خورشیدی           | دانشگاه آرهوس                                     | The Main Hall, دانشگاه آرهوس، آرهوس                                        | دانمارک             | ۱۸ آوریل ۲۰۱۲   | [ ۲۰ ] [ ۲۱ ] [ ۲۲ ] [ ۲۳ ] [ ۲۴ ] |
| ۲۰۱۱ | Geoffrey Ozin                   | دانشگاه تورنتو                                               | نانوشیمی                | دانشگاه تارتو                                     | Assembly Hall, دانشگاه تارتو، تارتو                                        | استونی              | ۱۰ نوامبر ۲۰۱۱  | [ ۲۵ ] [ ۲۶ ] [ ۲۷ ]               |
| ۲۰۱۰ | Julio Montaner                  | British Columbia Center for Excellence in HIV/AIDS           | زیست پزشکی              | Universidad Autónoma del Estado de México         | Aula Magna Adolfo López Mateos, UAEM, تولوکا                               | مکزیک               | ۸ دسامبر ۲۰۱۰   | [ ۲۸ ] [ ۲۹ ] [ ۳۰ ] [ ۳۱ ]        |
| ۲۰۰۹ | جان تی هاتن                     | John Ray Initiative                                          | تحقیقات محیط زیست       | Liége                                             | Salle Académique, University of Liége, لیژ                                 | بلژیک               | ۲۵ نوامبر ۲۰۰۹  | [ ۳۲ ] [ ۳۳ ] [ ۳۴ ] [ ۳۵ ]        |
| ۲۰۰۸ | عادا یونات                      | مؤسسه علوم وایزمن                                            | بلورنگاری               | دانشگاه پرینستون                                  | Richardson Auditorium, Alexander Hall, دانشگاه پرینستون، پرینستون، نیوجرسی | ایالات متحده آمریکا | ۱۱ نوامبر ۲۰۰۸  | [ ۳۶ ] [ ۳۷ ]                      |
| ۲۰۰۷ | فراسر استودارت                  | دانشگاه کالیفرنیا، لس آنجلس                                  | شیمی مولکولی ووژی       | Universidad Autónoma de Nuevo León                | Teatro Universitario, Campus Mederos, مونتری                               | مکزیک               | ۲۴ نوامبر ۲۰۰۷  | [ ۳۸ ] [ ۳۹ ] [ ۴۰ ]               |
| ۲۰۰۶ | احمد حسن زویل                   | مؤسسه فناوری کالیفرنیا                                       | فتوشیمی                 | Instituto Politécnico Nacional                    | Sala Manuel M. Ponce, Palacio de Bellas Artes, مکزیکو سیتی                 | مکزیک               | ۲۸ اکتبر ۲۰۰۶   | [ ۴۱ ] [ ۴۲ ] [ ۴۳ ] [ ۴۴ ]        |
| ۲۰۰۵ | John Hopfield                   | Princeton University                                         | علوم زیستی              | Universidad Autónoma Agraria Antonio Narro        | Teatro de la Ciudad Fernando Soler, Saltillo                               | مکزیک               | ۱۲ نوامبر ۲۰۰۵  | [ ۴۵ ] [ ۴۶ ] [ ۴۷ ]               |
| ۲۰۰۴ | Ralph J. Cicerone               | California, Irvine                                           | شیمی جو                 | Liège                                             | Amphithéâtres de l’Europe, University of Liège, Liège                      | Belgium             | ۸ نوامبر ۲۰۰۴   | [ ۴۸ ] [ ۴۹ ] [ ۵۰ ]               |
| ۲۰۰۳ | Martin Rees                     | Cambridge University                                         | اخترفیزیک               | Helsinki, Finnish Society of Sciences and Letters | National Library of Finland, Helsinki, Helsinki                            | Finland             | ۱۷ نوامبر ۲۰۰۳  | [ ۵۱ ] [ ۵۲ ]                      |
| ۲۰۰۲ | Daniel H. Janzen                | دانشگاه پنسیلوانیا                                           | زیست‌شناسی               | کالج ترینیتی                                      | Examination Hall, کالج ترینیتی، دوبلین                                     | ایرلند              | ۱۴ نوامبر ۲۰۰۲  | [ ۵۳ ] [ ۵۴ ]                      |
| ۲۰۰۱ | Niels Birbaumer                 | دانشگاه وین                                                  | علوم اعصاب              | دانشگاه اوترخت                                    | nl:Academiegebouw (Utrecht)، اوترخت                                        | هلند                | ۲۱ نوامبر ۲۰۰۱  | [ ۵۵ ]                             |
| ۲۰۰۰ | Frank Fenner                    | Australian National University                               | زیست‌شناسی               | the Witwatersrand                                 | Great Hall, University of the Witwatersrand, ژوهانسبورگ                    | آفریقای جنوبی       | ۱ نوامبر ۲۰۰۰   | [ ۵۶ ]                             |
| ۱۹۹۹ | رابرت واینبرگ                   | مؤسسه فناوری ماساچوست                                        | پزشکی                   | دانشگاه علم و فناوری نروژ                         | Main Building, دانشگاه علم و فناوری نروژ، تروندهایم                        | نروژ                | ۱۱ نوامبر ۱۹۹۹  | [ ۵۷ ] [ ۵۸ ]                      |
| ۱۹۹۸ | Charles R. Goldman              | دانشگاه کالیفرنیا، دیویس                                     | علم محیط زیست           | دانشگاه ویکتوریا در ولینگتون                      | Hunter Building, ولینگتون                                                  | نیوزیلند            | ۱۹ نوامبر ۱۹۹۸  | [ ۵۹ ] [ ۶۰ ]                      |
| ۱۹۹۷ | Jean-Marie Ghuysen              | Liège                                                        | زیست شیمی               | Chulalongkorn University                          | Main Auditorium, Chulalongkorn University, بانکوک                          | تایلند              | ۱۲ نوامبر ۱۹۹۷  | [ ۶۱ ] [ ۶۲ ]                      |
| ۱۹۹۶ | الک جان جفریز                   | Leicester                                                    | زیست‌شناسی مولکولی       | دانشگاه آکسفورد                                   | Voltaire Room, Taylor Institution, آکسفورد                                 | بریتانیا            | ۲۳ نوامبر ۱۹۹۶  | [ ۶۳ ]                             |
| ۱۹۹۵ | Herbert H. Jasper               | Montreal                                                     | پژوهش‌های مغز            | INBA, CONACULTA                                   | Palacio de Bellas Artes, مکزیکو سیتی                                       | مکزیک               | ۱۶ دسامبر ۱۹۹۵  | [ ۶۴ ]                             |
| ۱۹۹۴ | Sherwood Rowland                | دانشگاه کالیفرنیا، ارواین                                    | علم محیط زیست           | CODATA, شورای بین‌المللی علوم، یونسکو              | Le Manège Convention Center, شامبری                                        | فرانسه              | ۱۹ سپتامبر ۱۹۹۴ | [ ۶۵ ] [ ۶۶ ]                      |
| ۱۹۹۳ | علی جوان                        | مؤسسه فناوری ماساچوست                                        | فیزیک مولکولی اتمی نوری | Presidencia de la República                       | Palacio de Bellas Artes, مکزیکو سیتی                                       | مکزیک               | ۱۹ دسامبر ۱۹۹۳  | [ ۶۷ ]                             |
| ۱۹۹۲ | Raymond U. Lemieux              | دانشگاه آلبرتا                                               | شیمی آلی                | National Research Council (Canada)                | Lester B. Pearson Building, اتاوا                                          | کانادا              | ۱۹۹۲            | [ ۶۸ ]                             |
| ۱۹۹۱ | Albrecht Fleckenstein           | دانشگاه فرایبورگ                                             | فیزیولوژی               | دانشگاه ملی استرالیا                              | Chancellor's Building, دانشگاه ملی استرالیا، کانبرا                        | استرالیا            | ۱۹۹۱            | [ ۶۹ ]                             |
| ۱۹۹۰ | Gustav Nossal                   | Walter and Eliza Hall Institute of Medical Research          | ایمنی‌شناسی              | مؤسسه فناوری فدرال زوریخ                          | Cupola Room, مؤسسه فناوری فدرال زوریخ، زوریخ                               | سوئیس               | ۱۹۹۰            | [ ۷۰ ]                             |
| ۱۹۸۹ | مارتین کامن                     | دانشگاه کالیفرنیای جنوبی                                     | زیست شیمی               | مؤسسه فناوری ماساچوست                             | Edgerton Hall, مؤسسه فناوری ماساچوست، کمبریج، ماساچوست                     | ایالات متحده آمریکا | ۸ نوامبر ۱۹۸۹   | [ ۷۱ ]                             |
| ۱۹۸۸ | Margaret Burbidge               | دانشگاه کالیفرنیا، سن دیگو                                   | اختر فیزیک              | Instituto Politécnico Nacional                    | Palacio de Bellas Artes, مکزیکو سیتی                                       | مکزیک               | ۱۹ نوامبر ۱۹۸۸  | [ ۷۲ ] [ ۷۳ ]                      |
| ۱۹۸۷ | Hugh Huxley                     | دانشگاه برندایس                                              | زیست‌شناسی مولکولی       | دانشگاه هایدلبرگ                                  | de:Aula der Alten Universität (Heidelberg)، دانشگاه هایدلبرگ، هایدلبرگ     | آلمان               | ۲۶ نوامبر ۱۹۸۷  | [ ۷۴ ]                             |
| ۱۹۸۶ | Monkombu Sambasivan Swaminathan | International Rice Research Institute                        | کشاورزی                 | Guadalajara                                       | Teatro Degollado, گوادالاخارا، خالیسکو                                     | مکزیک               | ۶ نوامبر ۱۹۸۶   | [ ۷۵ ]                             |
| ۱۹۸۵ | Werner Stumm                    | Swiss Federal Institute of Aquatic Science and Technology    | علم محیط زیست           | مؤسسه سلطنتی فناوری کی‌تی‌اچ                        | Kollegiesalen, استکهلم                                                     | سوئد                | ۲۱ نوامبر ۱۹۸۵  | [ ۷۶ ]                             |
| ۱۹۸۴ | Ricardo Bressani                | Institute of Nutrition of Central America and Panama (INCAP) | تغذیه                   | World Cultural Council                            | Auditorio San Pedro, سن پدرو گارزا گارسیا                                  | مکزیک               | ۲۹ نوامبر ۱۹۸۴  | [ ۷۷ ]                             |